# Coespecífico
Coespecífico, em biologia, refere-se a dois ou mais seres vivos que pertencem à mesma espécie. Pode também referir-se a alguma característica partilhada entre indivíduos da mesma espécie.
O antônimo de coespecífico é heteroespecífico, que significa que dois indivíduos não pertencem à mesma espécie.